# The Masterplan (chanson)
Cet article concerne la chanson d'Oasis. Pour l'album du même groupe, voir The Masterplan.
Pistes de Wonderwall
"Headshrinker"
The Masterplan est une chanson du groupe de britpop Oasis. Elle a été écrite par le guitariste, Noel Gallagher. La chanson fut d'abord publiée en tant que face-B du fameux single Wonderwall en octobre 1995. La chanson est également présente sur la compilation de face-B éponyme, The Masterplan, sur laquelle elle est la dernière piste.
The Masterplan a également été diffusée sur le maxi de promotion Stop the Clocks - EP en novembre 2006 du best-of éponyme du groupe, Stop the Clocks.
La chanson a été classée 62e meilleure chanson britannique de tous les temps par XFM en 2010.

## Composition et histoire
Noel Gallagher a régulièrement déclaré que The Masterplan était l'une des meilleures chansons qu'il ait jamais écrite. Toutefois, il regrette le fait qu'elle ait été d'abord publiée en tant que simple face-B, en admettant qu'il était "jeune et stupide", quand il a pris cette décision. Il affirme également que le patron de Creation Records, Alan McGee, après avoir entendu la chanson, a déclaré à Noel qu'elle était bien trop bonne pour être une simple face-B. Noel avait alors répondu: "À vrai dire, je n'écris pas des chansons de merde!".
The Masterplan est chantée par Noel et jouée par tous les membres du groupe, sauf le chanteur Liam Gallagher. La chanson dispose de plus d'un orchestre. À environ 30 secondes de la fin de la chanson, Noel peut être entendu chantant le refrain de Octopus's Garden des Beatles. Sa voix est cependant déformée et atténuée avec les derniers samples et accords de guitare improvisés.
The Masterplan' a généralement été bien reçue sur iTunes avec autour de 7000-8000 téléchargements lors de la sortie de Stop The Clocks.

## Clip Vidéo
Un clip promotionnel d'inspiration de S. Lowryd, représentant le groupe au complet avec un Liam plutôt fanfaron, a été créé pour promouvoir l'album. Dans la vidéo, la bande passe devant le magasin de musique Johnny Roadhouse, un magasin de musique dans lequel les frères Gallagher ont régulièrement acheté de l'équipement au début de leur carrière. La chanson figure sur la bande originale du film espagnol de Santiago Segura La Mujer Fea Más del Mundo.